# Sergey Konstantinovich Krikalyov
Sergei Konstantinovich Krikalyov (sinh ngày 27 tháng 8 năm 1958, Leningrad) — phi hành gia Liên Xô và Nga, kỷ lục gia về tổng thời lượng có mặt trên vũ trụ (803 ngày cho sáu lần xuất phát — theo nguyên trạng ngày 11 tháng 10 năm 2005).
Năm 1981 tốt nghiệp Học viện cơ khí Leningrad, nhận bằng kỹ sư cơ khí.
Từ tháng 2 năm 2007 — phó chủ tịch Energia về các chuyến bay có người lái (cùng giữ vị trí bay trong đội ngũ phi hành gia).

## Các chuyến bay vũ trụ

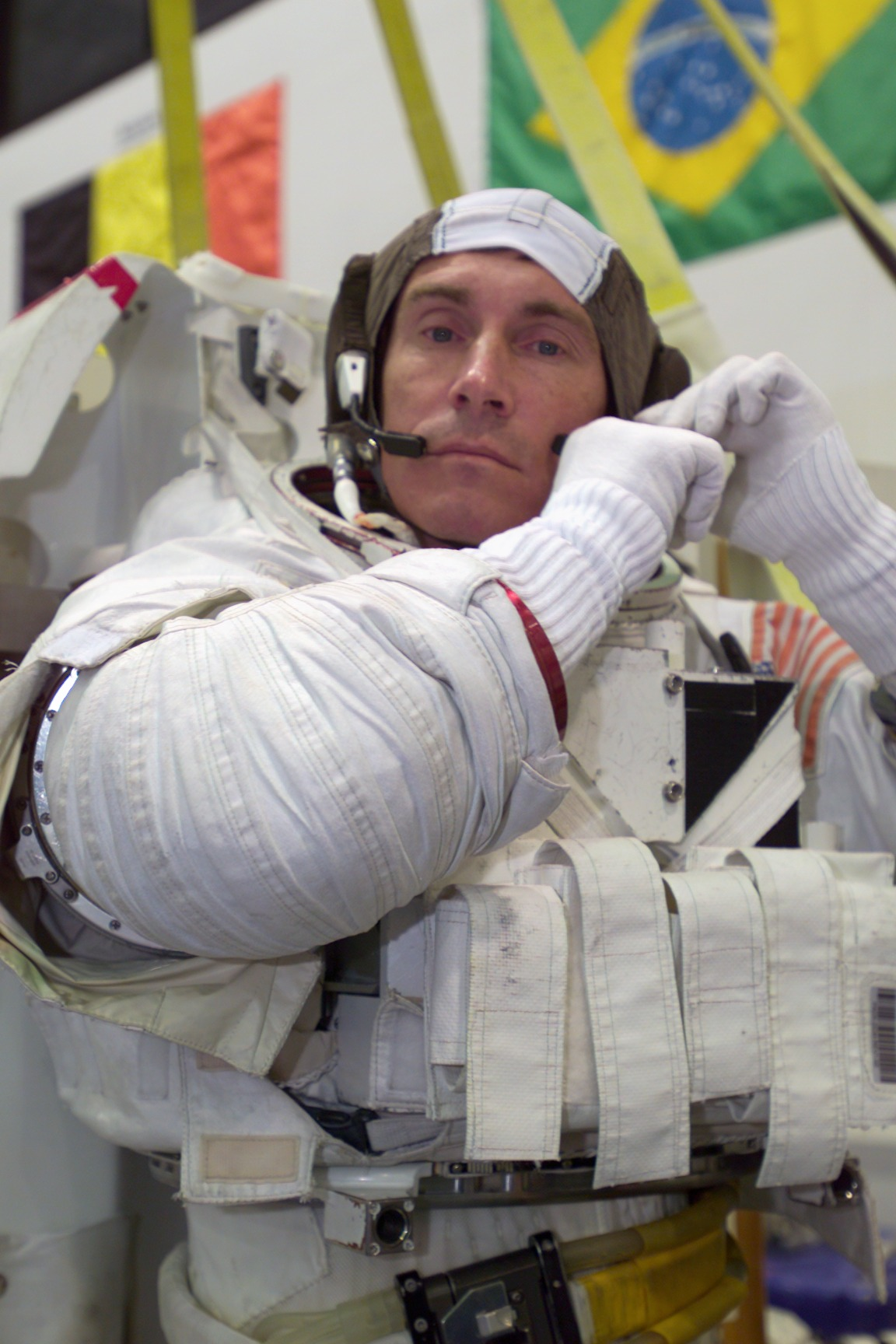
Sergei Krikalyov mang bộ đồ phi hành huấn luyện (30 tháng 6 năm 2004)

«Liên hợp ТМ-7» được phóng ngày 26 tháng 11 năm 1988, phi hành đoàn gồm chỉ huy Aleksandr Aleksandrovich Volkov, kỹ sư tàu Krikalyov và phi hành gia Pháp Jean-Loup Jacques Marie Chrétien. Phi hành đoàn trước còn ở lại trên trạm «Hoà bình» 26 ngày, thiết lập thời gian có mặt trên trạm lâu nhất từ phi hành đoàn 6 người. Sau đó, khi phi hành đoàn trước quay lại Trái Đất, Krikalyov, Polyakov và Volkov tiếp tục thực hiện các thí nghiệm trên trạm. Liên quan đến việc có mặt của phi hành đoàn sau được đảm bảo, họ đã chuẩn bị cho trạm chuyến bay không người lái và quay lại Trái Đất ngày 27 tháng 4 năm 1989. Cho chuyến bay này Krikalyov đã được trao danh hiệu Anh hùng Liên Xô.
Năm 1990 Krikalyov được chuẩn bị cho chuyến bay thứ hai của mình như là thành viên của phi hành đoàn dự bị cho chuyến du hành dài ngày lần tám lên trạm «Hoà bình».
Tháng 12 năm 1990 Krikalyov bắt đầu việc chuẩn bị cho sự tham gia vào chuyến du hành thứ chín lên trạm «Hoà bình». Liên hợp ТМ-12 được phóng ngày 19 tháng 5 năm 1991 cùng chỉ huy Anatoly Pavlovich Artsebarsky, kỹ sư tàu Krikalyov và nữ phi hành gia Anh Helen Sharman. Sau một tuần Sharman quay lại Trái Đất phi hành đoàn trước, còn Krikalyov và Artsebarsky ở lại trên «Hoà bình». Trong mùa hè họ đã thực hiện sau chuyến đi ra ngoài không gian mở, theo đó thực hiện vô số các thí nghiệm khoa học, cũng như các công việc bảo trì trạm.
Theo kế hoạch việc trở về của Krikalyov cần phải diễn ra sau 5 tháng, nhưng vào tháng 7 năm 1991 Krikalyov đã đồng ý ở lại trên trạm «Hoà bình» trong vai trò kỹ sư tàu cùng phi hành đoàn tiếp theo (cần phải có mặt vào tháng 10), bởi hai chuyến bay tiếp theo được hợp thành một. 2 tháng 10 năm 1991 vị trí kỹ sư tàu trên tàu «Liên hợp ТМ-13» là Tokhtar Aubakirov, phi hành gia từ Kazakhstan, người không được chuẩn bị cho các chuyến bay dài ngày. Ông và Franz Artur Viehböck, phi hành gia đầu tiên của Áo, cùng với Artsebarsky ngày 10 tháng 10 quay lại Trái Đất, còn chỉ huy Aleksandr Volkov ở lại cùng Krikalyov. Sau khi thay phi hành đoàn vào tháng 10 Volkov và Krikalyov tiếp tục các thí nghiệm trên «Hoà bình», thực hiện thêm một chuyến đi ra ngoài không gian mở và quay lại Trái Đất ngày 25 tháng 3 năm 1992. Trong thời gian chuyến bay đất nước đã thay tên gọi — khi bay các phi hành gia từ Liên Xô, còn khi về đã là Nga. Cho chuyến bay này Krikalyov đã được trao danh hiệu Anh hùng Liên bang Nga № 1.
Trong hai chuyến bay đầu tiên Krikalyov ở ngoài vũ trụ hơn một năm và ba tháng và thực hiện 7 chuyến đi ra ngoài không gian mở.
Tháng 10 năm 1992 lãnh đạo NASA thông báo rằng trên tàu sử dụng nhiều lần Mỹ sẽ bay phi hành gia Nga, có kinh nghiệm bay vũ trụ. Krikalyov đã trở thành một trong hai ứng cử viên, được gởi bởi Cơ quan vũ trụ Nga để huấn luyện cùng phi hành đoàn STS-60. Tháng 4 năm 1993 ông được thông báo là ứng cử viên chính.
Krikalyov tham gia vào chuyến bay STS-60 — chuyến bay phối hợp Mỹ-Nga đầu tiên trên tàu sử dụng nhiều lần (shuttle). Chuyến bay STS-60, bắt đầu vào 3 tháng 2 năm 1994, là chuyến bay thứ hai cùng mô-đun Spacehab (Space Habitation Module) và chuyến bay đầu tiên với thiết bị WSF (Wake Shield Facility). Trong thời gian 8 ngày phi hành đoàn tàu Discovery đã thực hiện nhiều thí nghiệm khoa học khác nhau trong lãng vực công nghệ vật liệu, trong thiết bị WSF cũng như trong mô-đun Spacehab, thí nghiệm sinh học và các quan sát bề mặt Trái Đất. Krikalyov đã thực hiện phần công việc đáng kể với tay lái khoảng cách. Thực hiện 130 vòng và bay 5486215 kilomet, 11 tháng 2 năm 1994 tàu Discovery thực hiện hạ cánh tại Trung tâm vũ trụ mang tên Kennedy (bang Florida). Như vậy Krikalyov đã trở thành phi hành gia Nga đầu tiên, thực hiện chuyến bay trên tàu Mỹ.

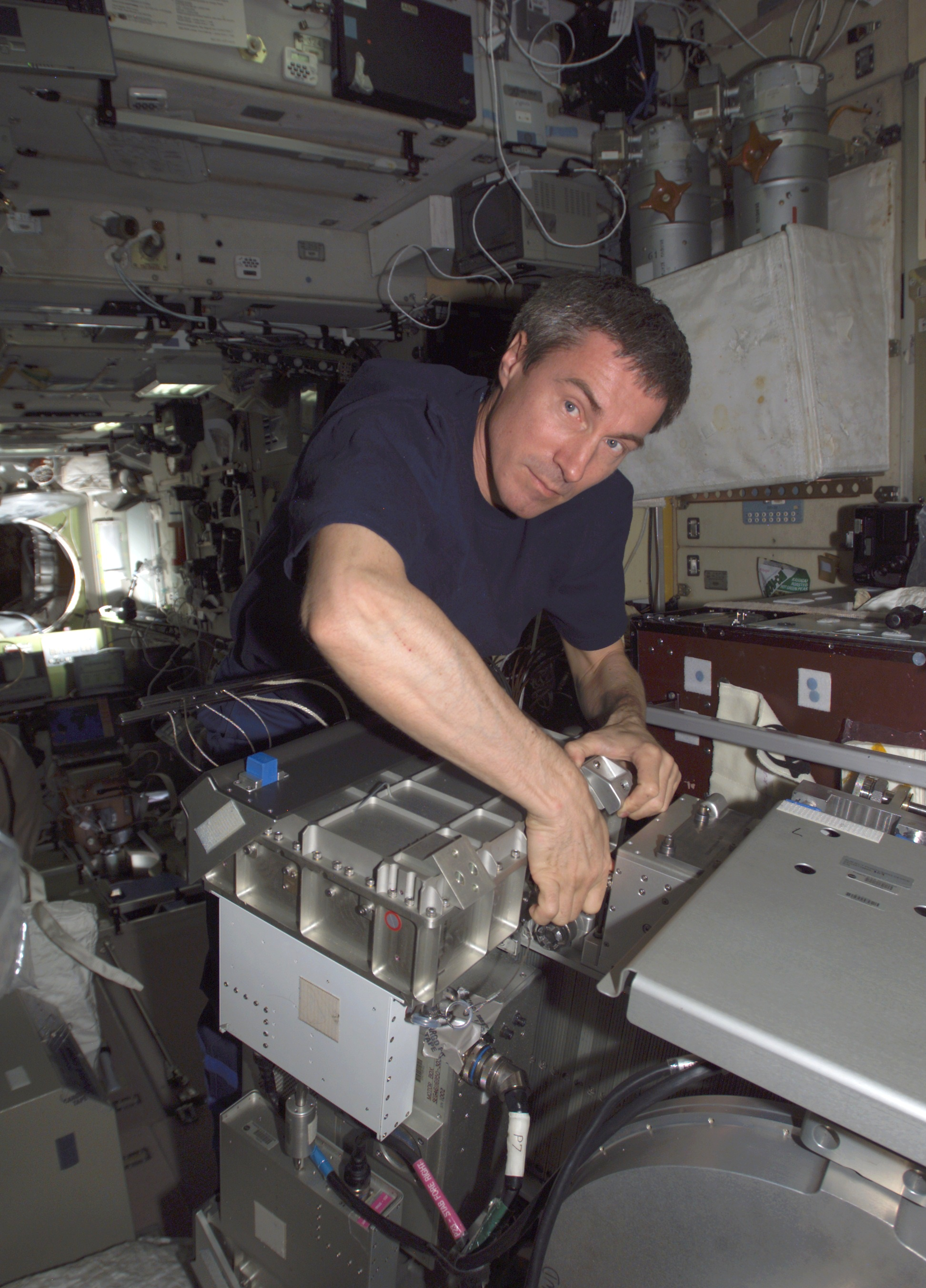
Sergei Krikalyov làm việc trên TKGQT. Tháng 5 năm 2005.

Sau chuyến bay STS-60 Krikalyov quay lại công việc của mình ở Nga. Ông theo chu kỳ được gởi đến tập sự Trung tâm vũ trụ mang tên Johnson ở Houston, để làm việc ở Trung tâm điều khiển các chuyến bay với phục vụ tìm kiếm cứu hộ trong quy trình các chuyến bay hợp tác Mỹ-Nga. Cá nhân ông đã tham gia việc đảm bảo mặt đất các chuyến bay STS-63, STS-71, STS-74, STS-76.
Krikalyov được chỉ định trong phi hành đoàn đầu tiên của Trạm không gian quốc tế vào tháng 12 năm 1998 ở trên TKGQT với nhiệm vụ ngắn ngày trên tàu con thoi Endeavor.
Tháng 10 năm 2000 trong thành phần phi hành đoàn đầu tiên của chuyến du hành dài ngày Sergei Krikalyov cùng Yury Gidzenko và William Sheperd đã bắt đầu các chuyến bay có người lái thường xuyên lên TKGQT.
11 tháng 10 năm 2005 Sergei Krikalyov thực hiện chuyến bay thứ sáu của mình, quay lại Trái Đất từ TKGQT với bộ phóng của tàu «Liên hợp ТМА-6» sau nửa năm trên quỹ đạo.
| № x. p./h. c.      | Tàu xuất phát         | Xuất phát            | Tàu hạ cánh            | Hạ cánh              | Thời gian bay           |
| ------------------ | --------------------- | -------------------- | ---------------------- | -------------------- | ----------------------- |
| 1                  | Liên hợp ТМ-7         | 26.11.1988, 15:49:34 | Liên hợp ТМ-7          | 27.04.1989, 02:57:58 | 151 n.11g.08 p. 24 giây |
| 2                  | Liên hợp ТМ-12        | 18.05.1991, 12:50:28 | Liên hợp ТМ-13         | 25.03.1992, 08:51:22 | 311 n.20g.00 p. 54 giây |
| 3                  | STS-60 (Discovery/18) | 03.02.1994, 12:10:00 | STS-60 (Discovery/18)  | 11.02.1994, 19:20:13 | 8 n.07g.10 p. 13 giây   |
| 4                  | STS-88 (Endeavour/13) | 04.12.1998, 08:35:34 | STS-88 (Endeavour/13)  | 16.12.1998, 03:54:21 | 11 n.19g.18 p. 47 giây  |
| 5                  | Liên hợp ТМ-31        | 31.10.2000, 07:52:47 | STS-102 (Discovery/29) | 21.03.2001, 07:33:06 | 140 n.23g.40 p. 19 giây |
| 6                  | Liên hợp ТМА-6        | 15.04.2005, 00:46:25 | Liên hợp ТМА-6         | 11.10.2005, 01:09:48 | 179 n.00g.23 p. 23 giây |
| Tổng thời gian bay | Tổng thời gian bay    | Tổng thời gian bay   | Tổng thời gian bay     | Tổng thời gian bay   | 803 n.09g.42 p. 00 giây |

## Huy hiệu và danh hiệu
- Anh hùng Liên Xô với việc trao Huân chương Lenin và huy chương đặc biệt — Huy chương «Sao vàng» (1989)
- Anh hùng Liên bang Nga với việc trao huy chương đặc biệt — huy chương «Sao vàng» (huy chương № 1) (1992)
- Huân chương «Vì sự phục vụ Tổ quốc» bậc IV (2002)
- Huân chương Danh dự (1998)
- Huân chương Hữu nghị các dân tộc (1992)
- Danh hiệu danh dự «Phi công-phi hành gia Liên Xô» (1989)
- Huy chương «Tưởng niệm 300 năm Sankt-Peterburg» (2005)
- Sĩ quan Huân chương lê dương danh dự (1989, Pháp)
- Ba huy chương NASA «Cho chuyến bay vũ trụ» (1996, 1998, 2001)
- Huy chương NASA «Vì những phục vụ xã hội xuất sắc» (2003)
- Công dân danh dự Sankt-Peterburg (2007)
- Kiện tướng thể thao ưu tú Nga